# Сілко Артур Олегович
Арту́р Оле́гович Сілко (24 травня 1988, Харків — 6 жовтня 2014, Донецьк) — солдат Збройних сил України, учасник російсько-української війни.

## Життєвий шлях
Народився 24 травня 1988 року у Харкові у родині військовослужбовця. У дитинстві певний час проживав у Житомирі у бабусі і дідуся. Після школи закінчив коледж харчових технологій за спеціальністю «кухар».
Восени 2006 р. був призваний на строкову військову службу до лав Збройних сил України. Служив у 95-ій окремій аеромобільній бригаді, потім продовжив службу у 80-му окремому аеромобільному полку. 2007 року звільнився у запас. Працював у ФОП «Гладкий» міста Житомир. Був кухарем, працював експедитором, мангальщиком, торговим представником, ювеліром. Полюбляв грати на гітарі.
Під час мобілізації у березні 2014-го зголосився добровольцем, солдат, оператор-навідник великокаліберного кулемета КПВТ, 2-й батальйон 95-ї окремої аеромобільної бригади. Брав участь в боях під Слов'янськом і Краматорськом.
6 жовтня під час виконання бойового завдання в районі аеропорту Донецька зведений підрозділ було обстріляно російськими збройними формуваннями. Артур під час обстрілу вискочив з БТРа та був смертельно поранений осколками від розриву снаряда РСЗВ «Град».
Похований 9 жовтня 2014 року на Смолянському військовому цвинтарі Житомира.
Без Артура лишились батьки, дружина Леся та донька 2013 р.н. Каріна.

## Нагороди та вшанування
За особисту мужність і героїзм, виявлені у захисті державного суверенітету та територіальної цілісності України, вірність військовій присязі під час російсько-української війни, відзначений — нагороджений
- 2014 р. — пам'ятним знаком «За звільнення Краматорська»[1]
- 2014 р. — нагрудним знаком «За оборону Донецького аеропорту» (посмертно)
- 14 березня 2015 року — орденом «За мужність» III ступеня (посмертно)[4]
- 24 травня 2015 року в місті Житомир на фасаді будинку — провулок Сікорського, 4 — де мешкав Артур, встановлено меморіальну дошку.
- 20 травня 2019 року в місті Харкові на фасаді школи № 158 встановлено меморіальну дошку[5]
- Його портрет розміщений на меморіалі «Стіна пам'яті полеглих за Україну» у Києві: секція 4, ряд 2, місце 38
- Нагрудний знак «За зразкову службу»[6]